# Hutubi He
Hutubi He är ett vattendrag i Kina. Det ligger i den autonoma regionen Xinjiang, i den nordvästra delen av landet, omkring 77 kilometer nordväst om regionhuvudstaden Ürümqi.
Genomsnittlig årsnederbörd är 219 millimeter. Den regnigaste månaden är juli, med i genomsnitt 35 mm nederbörd, och den torraste är januari, med 7 mm nederbörd.